# Compsibidion monnei
Compsibidion monnei là một loài bọ cánh cứng trong họ Cerambycidae.